# Асхолије Солунски
Асхолије Солунски ( грч. Ασχολιος; око 384) – епископ солунски, светитељ.
Православна црква га спомиње 23. јануара.
Око 379. године изабран је за епископа од становника Солуна и целе Македоније.
Када је цар Теодосије I стигао у Солун, састао се са Асхолијем, чији је утицај на цара у верским питањима постао одлучујући. Светитељ је непрестано био поред цара и крстио га је 380. године. Теодосије је исте године издао едикт „О универзалној вери“ („Де фиде цатхолица“), којим је никејско хришћанство проглашено државном религијом Римског царства.